# 中國—津巴布韋關係
中國—津巴布韋關係（英語：China–Zimbabwe relations），是指歷史上的中國和津巴布韋（包括現在中華人民共和國和津巴布韋共和國）之間的雙邊關係。中華人民共和國曾支援推動津巴布韋立國的津巴布韋民族聯盟，在1980年4月18日與獨立後的津巴布韋共和國建立邦交；兩國在經貿和文化上俱有交流，中華人民共和國亦曾為津巴布韋援建設施。

## 歷史

### 中華人民共和國成立前
中國與津巴布韋早在現代的兩國成立前已有交流；11座位於現津巴布韦境內的遗址合共出土了逾百件中国瓷器碎片，其中大津巴布韦、穆塔雷等地出土的瓷器碎片在15世紀前製成:92，这些瓷器碎片仍藏于津巴布韋人文科學博物館。1910年代初，罗德西亚（北罗德西亚即赞比亚，南罗德西亚即津巴布韋）殖民政府制定移民入境法案；雖然有關當局沒有明確說明，但該法案被認為旨在招募中国人來當地工作:416。

### 中華人民共和國成立後
1960年代，南罗得西亚出現了反對英國殖民政府的聲音；1963年3月，中華人民共和國首都北京舉行了一場集會，表示要向反對殖民政府的南罗得西亚人致敬，抨擊殖民政府镇压爭取南罗得西亚獨立者，又要求英国殖民政府釋放領導獨立運動的喬舒亞·恩科莫和其他被囚的爭取獨立人士。當時，另一名爭取南罗得西亚獨立人士羅伯·穆加貝在被捕入獄後阅读《毛泽东选集》，認同「槍桿子裏面出政權」（以武力取得政權）的主張。
1965年，伊恩·史密斯單方面宣稱南罗得西亚從英國獨立，但獨立後的南罗得西亚實施白人優越主義政策:734。中華人民共和國對南罗得西亚獨立表示「强烈谴责」，以「南罗得西亚白人殖民当局」指代獨立後的南罗得西亚政府:438；中華人民共和國政府又批評南罗得西亚獨立實際上得到英國支持，認為獨立後的南罗得西亚將會實行「南非式的法西斯統治」（南非當時亦實施種族隔離政策）。
當時，反對罗得西亚白人政府的主要组织有津巴布韋非洲人民聯盟和津巴布韋非洲民族聯盟:180。苏联向津巴布韦非洲人民联盟提供大量的經濟和軍事援助，为該組織培训兵員，卻不怎麼關切津巴布韦民族联盟:570；中華人民共和國則主要支持津巴布韦民族联盟，向該組織提供物资和外汇，派遣軍事专家到坦桑尼亚營地訓練該組織的軍人，又接受津巴布韦民族联盟的部分人員到中国大陸接受培训:180。
其後，津巴布韦民族联盟在1980年南羅得西亞大選中得利；津巴布韦在同年4月18日正式成為独立國家，並在当天與中華人民共和國建立外交關係。成為津巴布韦總統的羅伯·穆加貝曾以「可信赖的特殊朋友」形容中国，把中国稱為自己的「第二故乡」，又表示「没有中国就没有津巴布韦」；一些西方國家不支持穆加貝領導下的政府，中華人民共和國亦曾多次因支持津巴布韋政府而遭受西方批評。
独立之初的津巴布韋面對嚴重的土地问题，一些白人不願意出售自己的土地，但不少黑人沒有農田可用；時任中華人民共和國駐津巴布韋大使的劉貴今曾私下向津巴布韋官員提意見，建議政府向既不發展土地、又不出售土地的白人徵收土地闲置税，並禁止在耕地上飼養牲畜，從而紓解土地问题。
2009年，羅伯·穆加貝的妻子格蕾絲·穆加貝曾在香港尖沙嘴購物；記者理查德·瓊斯拍下她購物的照片，其後遭到格蕾絲襲擊。雖然有足夠證據證明格蕾絲曾襲擊他人，但香港律政司認為格蕾絲·穆加貝可享有外交豁免權，又表示這決定是依據中華人民共和國法律而作的結論。2014年8月25日，国家主席习近平在人民大会堂同津巴布韦总统穆加贝举行会谈。习近平高度评价中津传统友谊及穆加贝为两国关系发展做出的重要贡献。

## 經貿關係
- 中国大陸到津巴布韦的出口貿易[20]
- 津巴布韦到中国大陸的出口貿易[21]

根據經濟複雜性研究中心網站上的數據，中国大陸在2012年出口了4.05億美元到津巴布韦，逾半貨物是機械和運輸設備；津巴布韦同年出口了3.71億美元來中国大陸，53.93%的貨物是煙草產品，22.62%的貨物是鑽石。
中國是津巴布韋煙草的最大買家，在2007年1月至10月，中國從津巴布韋進口了超過13,000噸煙草；此外，中國亦對津巴布韋出口的鉑金有興趣。2007年11月，津巴布韋儲備銀行向中國及多個國家購買了一些農業設備；津巴布韋國家鐵路的子公司津巴布韋道道汽車服務又於同年12月30日向中國企業購買了一批貨車，取代原本使用的型號。

## 文化關係
津巴布韦大学設有一所成立於2007年的孔子學院，該學院有來自中國和津巴布韦本地的漢語教師，在津巴布韦組織了不少供普羅大眾參與的文化活動，曾兩度獲得「全球先进孔子学院」的称号（截至2015年1月）。
津巴布韋航空亦加強對空中乘务员中國語文能力的培訓，因為津巴布韋被中國政府加入到官方批准旅遊目的地的名單，希望能令中國遊客的數量從10,000人次增加到25,000人次。

## 援助
中華人民共和國在1985年开始派遣医疗队到津巴布韋，医疗队的人員多來自湖南省。津巴布韦的公營医院沒有常設的放射科醫生，中國医疗队的放射科醫生要向所有想在公營医院進行放射检查的病人提供服務，有當地醫生認為津巴布韋全國都依赖他們；愛滋病患者的比率頗高，曾經有中國醫生為愛滋病人施手术時弄伤手指，被迫服食抗愛滋病药物。
2015年，中華人民共和國為津巴布韋援建一座每秒运算36×1012次、能存储72太位元組的超级计算机中心，用於進行不同範疇的研究。
2018年7月23日，由中企中国江苏国际经济技术合作集团有限公司承建的津巴布韦最大机场罗伯特·穆加贝国际机场改扩建工程开工仪式在首都哈拉雷举行。项目完工后，机场年旅客吞吐量将从250万人次增至600万人次，成为区域内重要航空枢纽。2021年2月15日清晨5时40分许，中方援助津巴布韦的COVID-19疫苗由津巴布韦政府专机从中国北京运抵津首都哈拉雷的罗伯特·穆加贝国际机场。津巴布韦副总统兼卫生部长康斯坦蒂诺·奇文加率政府高级官员到机场迎接。
2021年2月15日，中国向津巴布韦交付的首批2019冠状病毒病疫苗已经交付并装载完毕，这是中国政府向非洲国家提供的首批疫苗援助之一。之后已陆续分发至津巴布韦全部10个省份。2月18日，津巴布韦副总统兼卫生部长奇温加率先接种中国疫苗。此后中方于2月24日宣布决定，将向津巴布韦援助第二批新冠疫苗。3月16日，由中国政府援助的第二批新冠疫苗16日由津巴布韦航空公司专机运抵首都哈拉雷的罗伯特·穆加贝机场，津政府从中国购买的首批疫苗也同机抵达。津巴布韦总统埃默森·姆南加古瓦等到机场迎接，中国驻津巴布韦大使郭少春陪同出席欢迎仪式；姆南加古瓦在致辞中感谢中国政府和人民的帮助。

## 外部連結
- 中華人民共和國駐津巴布韋共和國大使館官方網站（简体中文）（英文）
  - 中華人民共和國駐津巴布韋共和國大使館經濟商務處官方網站（简体中文）
- 津巴布韋駐華大使館官方網站（简体中文）（英文）